# سارة شايفر
سارة شايفر (مواليد 10 يوليو 1978) هي فنانة كوميدية وكاتبة أمريكية.

## الحياة الشخصية
نشأت شايفر في ميدلوثيان، فيرجينيا، ابنة بيلي وويليام «بيل» شايفر. أسست والدتها مؤسسة بنسات من أجل الجنة الخيرية.

## روابط خارجية
- الموقع الرسمي وموقع المدونة سارة شايفر
- كان عليك أن تكون هناك Tumblr
- كتابة سارة شايفر في BestWeekEver.tv
- في وقت متأخر من الليل مع جيمي فالون